# Epizana Alto
Epizana Alto är en ort i Bolivia. Den ligger i den centrala delen av landet, 160 km norr om huvudstaden Sucre. Epizana Alto ligger 2 998 meter över havet och antalet invånare är 258.
Terrängen runt Epizana Alto är bergig. Runt Epizana Alto är det glesbefolkat, med 11 invånare per kvadratkilometer.. Närmaste större samhälle är Totora, 10,8 km söder om Epizana Alto.
Trakten runt Epizana Alto består i huvudsak av gräsmarker.